# 二宮直輝
二宮 直輝（にのみや なおき、1984年5月26日 - ）は、NHKのアナウンサー。

## 人物
愛媛県出身。愛媛県立松山東高等学校、早稲田大学政治経済学部卒業後、2008年入局。　
初任地は徳島放送局。2013年に東京アナウンス室に所属。2018年度から大阪へ異動し、『NHKニュースおはよう関西』や『ほっと関西』といった関西ローカルの報道番組のキャスターのみならず、全国放送の『列島ニュース』のキャスターなどを務めた。
2023年4月からは東京アナウンス室へ復帰し、『NHKのど自慢』の司会を廣瀬智美と隔週交代で担当する。

## 嗜好・挿話
- 高校時代はラグビー部だった。
- 『徳島から生放送!真夏の夜もさだまさし』では、先輩のキャスターとともに阿波踊りの「NHK徳島連」揃いの浴衣（ただし旧ロゴ仕様の男用）を着て出演。徳島県育ちの板東英二の物まねを披露した。
- 潜水アナウンサーを目指し、2012年には潜水士の資格を取得した[5][6]。
- 趣味はアルトサックス演奏[7]。
- 2018年度担当していた『NHKニュースおはよう関西』のエンディングの締めで、「朝ドラ送り」をすることが通例となっていた[8]。
- 好きな食べ物はビール、ナスの浅漬け[3]。
- 2020年7月 - 9月の約2か月間、育児休業を取得した。

## 担当番組
太字は、出演中の番組

### 徳島放送局時代（2008年度 - 2012年度）
- 全国高等学校野球選手権徳島大会[9][10]
- ニュースとくしま610（「突撃！熱中クラブ」コーナー、総合）
- 土曜スタジオパーク（2008年5月10日、総合）
- 徳島から生放送!真夏の夜もさだまさし（2008年7月27日、総合）
- ここはふるさと 旅するラジオ（ふるさとサポーター、2009年3月9日 - 2009年3月10日、ラジオ第1、FM）[11]
- 着信御礼!ケータイ大喜利（2009年4月5日、総合）
- 民謡をたずねて（2009年4月11日 - 2009年4月18日、ラジオ第1、FM）
- 日本の祭2010（2010年8月25日、デジタル衛星ハイビジョン）
- しこく8（2010年9月19日、総合）
- 産地発!たべもの一直線（2011年5月22日、総合）
- 四県対抗ふるさと自慢（2011年7月1日、総合）[12]
- 阿波スペシャル（2012年2月19日、総合）
- ひるブラ（2012年3月19日 - 2012年3月20日、総合）
- とく6徳島（「とく6スポーツ」コーナー[13]、総合）
- 堂本光一のNEWS LABO（2012年8月17日、総合）
- 第17回徳島県サッカー選手権大会決勝（2012年8月26日、総合）[14]
- ろーかる直送便 しこく8（2012年11月8日、総合）
- ちょこっとサイエンス（2012年12月27日 - 2013年3月14日、総合）
- 徳島県のニュース

### 東京アナウンス室時代（1度目）（2013年度 - 2017年度）
- Rの法則（2013年4月1日 - 2014年3月27日、教育）
- NHK全国学校音楽コンクール
  - 第80回NHK全国学校音楽コンクール 東京都コンクール
    - 小学校の部・本選（2013年8月26日、FM）
    - 中学校の部・本選（2013年8月27日、FM）
    - 高等学校の部・本選（2013年8月28日、FM）

  - 第81回NHK全国学校音楽コンクール 関東甲信越ブロックコンクール
    - 高等学校の部（2014年09月20日、FM）
    - 中学校の部（2014年09月21日、FM）
    - 小学校の部（2014年09月23日、FM）

  - 第81回NHK全国学校音楽コンクール 全国コンクール
    - 高等学校の部（2014年10月11日、教育）
    - 小学校の部（2014年10月12日、教育）
    - 中学校の部（2014年10月13日、教育）
    - ハイライト（2014年11月3日、FM）
- Nスペ5min. ナレーション
  - 神の数式 第1回 この世は何からできているのか ～天才たちの100年の苦闘～（2013年9月21日）
  - 明治神宮  不思議の森 ~100年の大実験~（2015年5月2日）
  - ミラクルボディー 第1回 世界最強の人魚たち  アーティスティックスイミング ロシア代表（2016年7月16日）
- ミチコ靖子窈の女子会ライブin石巻〜夢に唄えば
  - （2013年11月4日、FM）
  - （2013年11月10日、BSプレミアム）
- Let's 天才てれびくん（2014年3月31日、教育）
- さかなクンのギョギョ魚発見！〜東京湾スペシャル〜（2014年8月13日、総合）[15]
- コズミックフロントスペシャル（2014年11月3日、BSプレミアム）
- 明日へ1min.（総合）
  - 「花は咲く あなたに咲く〜大船渡編」（2015年1月19日 - 3月31日）
  - 「花は咲く あなたに咲く〜夏・南相馬編」（2015年7月3日 - 8月26日）
  - 「花は咲く あなたに咲く〜秋・福島編」（2015年10月3日 - 11月6日）
- インタビュー ここから（2015年11月3日、総合）
- 高専ロボコン2015（総合）
  - 関東甲信越地区大会（2015年11月15日）
  - 全国大会（2015年12月23日）
- 100年インタビュー（2016年1月19日、BSプレミアム）
- NHKニュースおはよう日本（キャスター：4:30 - 6:25）（2014年4月 - 2016年3月、総合）[16]
  - 2014年度は糸井羊司、中山庸介と[16]、2015年度は芳川隆一、堀越将伸と一週間ごとの交替シフト[17]。
- とと姉ちゃん週間総集編（「とと姉ちゃん1週間/5分でとと姉ちゃん」） - ナレーター（2016年4月9日 - 9月 総合）
- 新世代が解く!ニッポンのジレンマ（2016年3月27日 - 、教育）[18]
- BSコンシェルジュ（2016年4月8日 - 、BSプレミアム）
- 明日へ1min.「花は咲く あなたに咲く〜春・気仙沼編」（2016年4月28日 - 、総合）
- ニュース・気象情報（不定期）
- 第67回NHK紅白歌合戦（ラジオ中継）（2016年12月31日）
- NHKニュースおはよう日本 キャスター （土曜・日曜・祝日）（2017年4月8日 - 2018年4月1日）
- NHKニュースおはよう日本・関東甲信越  キャスター （土曜・日曜・祝日）（2017年4月8日 - 2018年4月1日）
- NHKニュース（午前10時：土曜・日曜・祝日）（午前9時：祝日）（2017年4月8日 - 2018年4月1日）
- 先人たちの底力 知恵泉（Eテレ）三代目店主（2017年4月4日 - 2018年3月27日）
- 第68回NHK紅白歌合戦（ラジオ中継）（2017年12月31日）

### 大阪放送局時代（2018年度 - 2022年度）
- NHKニュースおはよう関西（キャスター：2018年4月2日 - 2019年3月29日）（芳賀健太郎と隔週で担当）
- 防災ラジオ2018（2018年9月3日・ラジオ第1） - 司会
- ニュースほっと関西 → ほっと関西（メインキャスター：2019年4月1日 - 2023年3月24日）[19]　
  - ニュース845〜関西のニュースと気象情報（不定期で担当）
- 列島ニュース（主に金曜・進行キャスター：2020年9月29日 - 2023年3月10日）
  - 列島ニュース新型コロナ最新情報（2020年6月1日 - 7月2日）
- 今日は一日“Mr.Children”三昧（2019年8月12日）
- 大阪都構想住民投票　開票速報（メインキャスター）（2020年11月1日）
- 探検ファクトリー（2022年11月5日）

### 東京アナウンス室時代（2度目）（2023年度 - ）
- NHKのど自慢（隔週・司会：2023年4月9日 - ）
- #NHK（2023年4月5日 - ） - NHKの広報ミニ番組
- 鉄オタ選手権（ナレーション：2024年8月22日 - ） - 不定期放送

## 同期のアナウンサー
※は地デジ大使。
- 魚住優※（中途採用）
- 片山千恵子※
- 寺門亜衣子
- 狩野史長
- 小西政親（営業職からアナウンサー転身2004年入局）
- 早坂隆信
- 三輪秀香